# Gmina związkowa Loreley (1972–2012)
Gmina związkowa Loreley (niem. Verbandsgemeinde Loreley) – dawna gmina związkowa w Niemczech, w kraju związkowym Nadrenia-Palatynat, w powiecie Rhein-Lahn. Siedziba gminy związkowej znajdowała się w mieście Sankt Goarshausen. 1 lipca 2012 gminę połączono z gminą związkową Braubach i obie utworzyły nowa gminę związkową Braubach-Loreley. Dnia 1 grudnia 2012 zmieniono jej nazwę na poprzednią czyli gmina związkowa Loreley (Verbandsgemeinde Loreley).

## Podział administracyjny
Gmina związkowa zrzeszała 17 gmin, w tym dwie gminy miejskie (Stadt) oraz 15 gmin wiejskich:
1. Auel
2. Bornich
3. Dahlheim
4. Dörscheid
5. Kaub
6. Kestert
7. Lierschied
8. Lykershausen
9. Nochern
10. Patersberg
11. Prath
12. Reichenberg
13. Reitzenhain
14. Sankt Goarshausen
15. Sauerthal
16. Weisel
17. Weyer